# Бадахшан (провінція)
Бадахша́н (дарі بدخشان Badaxšān, пушту بدخشان, тадж. Бадахшон) — провінція на північному сході Афганістану. Частина історичної області Бадахшан. Площа становить 44 059 км². Населення за даними 2007 року — близько 823 000 осіб. Столиця — місто Файзабад.

## Етимологія
Назву провінції надали Сасаніди, утворено від слова badaxš (їхній офіційний титул).
За іншою версією назва провінції походить від авест. «barź-: bŗź-: barəšnu-» — 'висота, вершина'
Найвірогіднішою є версія походження від давньоперс. «patiōxšana» — „верхів'я Вахша“. У давнину назву «Вахш» носила вся річка Амудар'я, яка в античних джерелах згадується під назвою «Oxos», що є грецькою передачею назви «Вахш». Як назва річки й області Вахш або Вахшу згадується також у священній книзі зороастрійців «Авеста» й у стародавніх санскритських текстах.

## Історія
У давнину через Бадахшан проходив Великий шовковий шлях.
Бадахшан і Панджшер були єдиними провінціями, які не контролювались талібами.

## Географія
Провінція межує з Гірсько-Бадахшанською автономною областю й Хатлонською областю Таджикистану (на півночі й північному заході відповідно), з Пакистаном (на південному сході), з Китаєм (на крайньому сході). Далеко на схід від основної частини Бадахшану лежить довгий та вузький Ваханський коридор. Велика частина провінції зайнята гірськими хребтами Гіндукуша й Паміра.
Звичайна для провінції рослинність включає луки й березові ліси. Для більш високогірних районів характерні альпійські луки й гірські пустелі. На південь від Файзабада територія є напівпустелею, основною рослинністю в якій є колючі чагарники й акації.

## Економіка
У шахтах на півдні сучасної провінції з давніх часів видобувались лазурити. Останні геологічні дослідження показали також наявність у Бадахшані родовищ іншого коштовного каміння, зокрема — смарагдів і рубінів. Незважаючи на величезні запаси корисних копалин у надрах, нині Бадахшан є одним з найбідніших куточків світу. Практично єдиним джерелом прибутку є вирощування опіумного маку.
Провінція відзначається одним з найвищих рівнів материнської смертності у світі; це пов'язано, головним чином, з майже повною відсутністю інфраструктури охорони здоров'я, важкодоступністю багатьох поселень та найсуворішими зимами в країні.

## Населення
Більшу частину населення складають таджики, які розмовляють на дарі. Окрім того, тут проживають народи, які розмовляють памірськими мовами: шугнанською, мунджанською, ішкашимською, ваханською. Є невеликі групи узбеків, киргизів та пуштунів. Велика частина населення — мусульмани-суніти, хоч частина памірських народів сповідує ісмаїлізм. Дані про населення Бадахшану є доволі неточними й сильно розрізняються від джерела до джерела.

## Райони
|  |

| Назва            | Карта # | Центр            | Населення |
| ---------------- | ------- | ---------------- | --------- |
| Арганджха        | 6       |                  | 12,000    |
| Аргу             | 6       |                  | 45,000    |
| Багарак          | 7       | Багарак          | 14,000    |
| Вардудж          | 7       |                  | 17,000    |
| Вахан            | 13      | Хандуд           | 13,000    |
| Дарайм           | 6       |                  | 65,000    |
| Дарваз           | 1       |                  | 21,000    |
| Дарвазі-Бала     | 1       |                  | 11,000    |
| Джурм            | 10      |                  | 3,000     |
| Зебак            | 12      | Зебак            | 7,000     |
| Ішкашим          | 8       | Ішкашим          | 11,000    |
| Кішим            | 9       |                  | 63,000    |
| Кохістан         | 7       |                  | 12,000    |
| Куран-ва-Мунджан | 11      | Куран-ва-Мунджан | 8,000     |
| Куф-Аб           | 2       |                  | 16,000    |
| Рагістан         | 4       | Рах              | 37,000    |
| Тагаб            | 6       |                  | 22,000    |
| Тішкан           | 9       |                  | 23,000    |
| Файзабад         | 6       | Файзабад         | 46,000    |
| Хахан            | 2       | Хахан            | 14,000    |
| Хаш              | 10      |                  | 48,000    |
| Шахрі-Бузург     | 5       | Шахрі-Бузург     | 42,000    |
| Шикі             | 6       |                  | 26,000    |
| Шохада           | 7       |                  | 31,000    |
| Шигнан           | 3       |                  | 24,000    |
| Яван             | 4       |                  | 27,000    |
| Ямган            | 7       |                  | 20,000    |
| Яфталі-Суфла     | 6       |                  | 39,000    |